# Kneeling

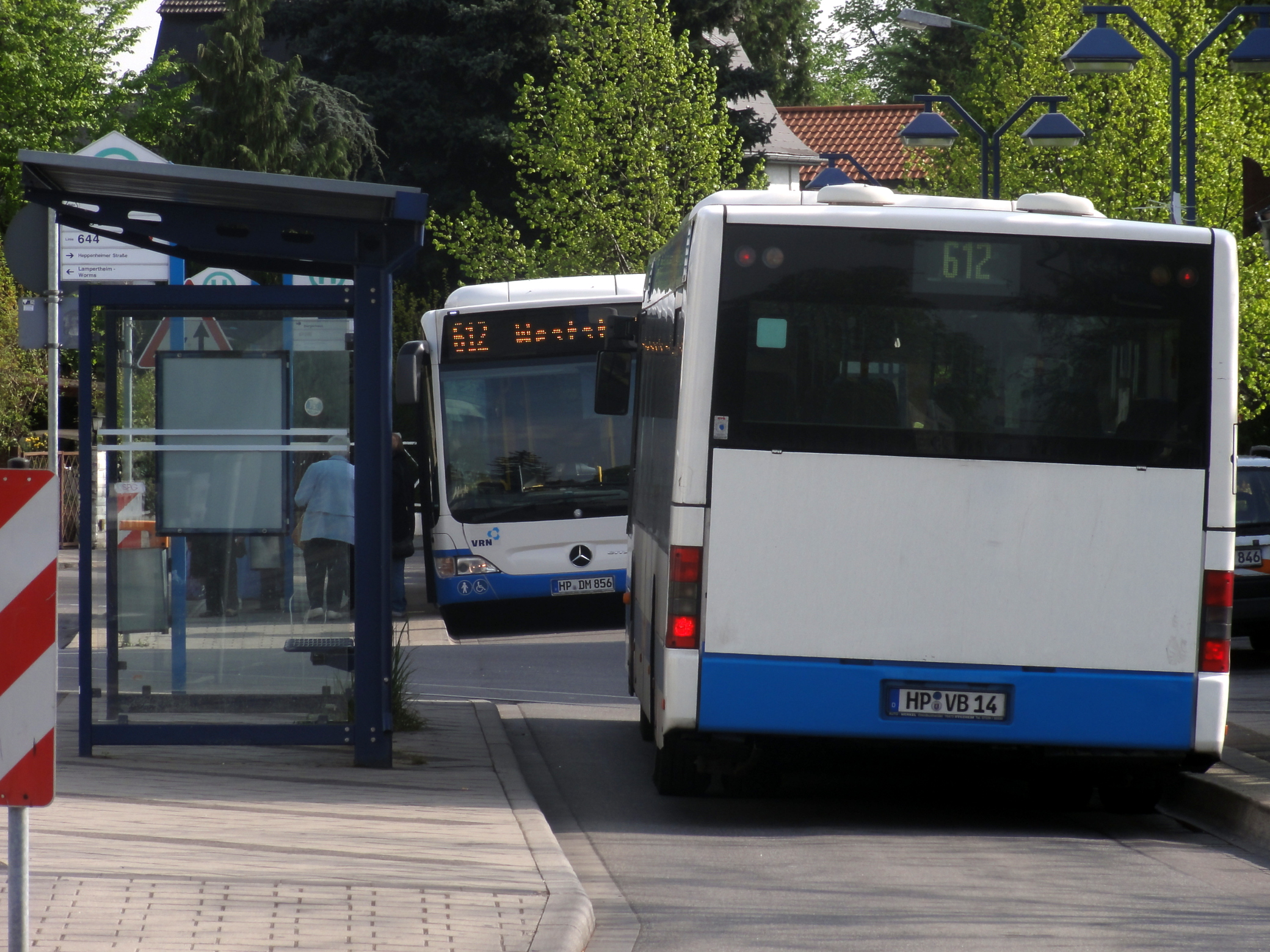
Kneeling

Kneeling (česky také „pokleknutí“) je schopnost vozu hromadné dopravy (nejčastěji autobusu) snížit nástupní hranu a tím umožnit nástup nejen osobám se sníženou pohyblivostí nebo osobám s kočárky. Děje se tak nakloněním vozidla k chodníku upuštěním vzduchu z měchů pérování na jedné straně.